# Marko Breznik
Marko Breznik, slovenski gradbeni inženir, geolog in univerzitetni profesor, * 16. december 1920, Ljubljana, † 25. september 2020.

## Življenjepis
Breznik je leta 1947 diplomiral iz gradbeništva na tehniški fakulteti v Ljubljani in 1964 iz geologije na Fakulteti za naravoslovje in tehnologijo v Ljubljani, na kateri je 1972 tudi doktoriral. Leta 1980 je postal redni profesor na Fakulteti za gradbeništvo in geodezijo v Ljubljani.
Marko Breznik je bil od leta 1947 do 1975 projektant pri Projektnem zavodu SRS, Hidroelektroprojektu, Projektivnem biroju gradbenega podjetja Tehnika ter raziskovalec na Geološkem zavodu. Bil je glavni inženir pri raziskovalnih delih v Siriji in kot strokovnjak OZN na Kreti. Devet let je raziskoval podzemne vode v republiki Mali.
Breznik je kot raziskovalec deloval predvsem na mejnem področju med geologijo in gradbeništvom, kjer je proučeval predvsem stabilnost in tesnitev tal pod dolinskimi pregradami ter izkoriščanje in zaščito podzemnih vod. Objavil je preko 40 znanstvenih in strokovnih del tako doma kot v tujini.